# Grasholmen
Grasholmen er en ø i Stavanger Kommune i bydelen Hundvåg. Øen er knyttet til fastlandet via en bro, og der er ligeledes en bro til øen Sølyst. Grasholmen er bebygget med lejligheder, tre huse og én bådbutik.
Grasholmen blev en del af Stavanger kommune efter byudvidelsen i 1866. AS Norske Esso drev et olietankanlæg på vestsiden af øen, synlig fra Stavangers østre havn. Tankanlægget blev afviklet for at give plads til boliger og bådhavn. 
58°58′32.909″N 5°44′45.985″Ø / 58.97580806°N 5.74610694°Ø